# The Telltale Batman: Shadows Edition
The Telltale Batman: Shadows Edition (estilizado como Batman: Shadow Edition) é um jogo eletrônico de aventura produzido e publicado pela Telltale Games, baseado no herói de quadrinhos Batman da DC Entertainment. Originalmente lançado como um título episódico point-and-click, Batman: Shadows Edition é composto de uma compilação dos jogos Batman: The Telltale Series e Batman: The Enemy Within.
Foi anunciado em Dezembro de 2019 pela atual Telltale Games, onde foi lançado para o Xbox One e Windows em 17 de dezembro de 2019. O estúdio disse que futuramente lançaria para outras plataformas, e assim fez, com Batman: Shadows Edition chegando ao Nintendo Switch em 3 de abril de 2020, e para o PlayStation 4 em 30 de julho de 2020. Os proprietários de qualquer um dos jogos originais em qualquer plataforma podem atualizar para esta versão comprando uma parte do conteúdo para download.

## Desenvolvimento
Após o fechamento da Telltale Games em 2018, alguns dos jogos do estúdio foram adquiridos pela Athlon Games. Uma nova Telltale Games foi reformada pela LCG Entertainment em 2019. Em dezembro de 2019, a nova Telltale Games anunciou o The Telltale Batman: Shadows Edition de ambos os jogos Telltale Batman, que inclui um filtro especial tipo no-ir que o usuário pode aplicar ao jogo, lançado em 17 de dezembro de 2019 para usuários do Xbox One e Windows, com outras plataformas a seguir.